# Otlica
Otlica (Duits: Hottelz) is een plaats in Slovenië en maakt deel uit van de gemeente Ajdovščina in de NUTS-3-regio Goriška. De plaats telde 282 inwoners op 1 januari 2020.